# Списак цркава Епархије шабачке
Следи списак цркви Епархије шабачке по Архијерејским намесништвима :

### Архијерејско намесништво шабачко
| Архијерејско намесништво шабачко |                                     |                           |              | |
| Слика                            | назив цркве                         | место                     | подигнута    | напомена |
|                                  | Црква Светог Марка                  | Мајур                     | 1995.        | Подигнута и освећена од Епископа шабачко-ваљевског Лаврентија 1995. године. |
|                                  | Црква Светог Василија Острошког     | Шабац - Касарске ливаде   | 2002.        | Подигнута и освештена 2002. године, парохију чине делови Шапца и Мајура. |
|                                  | Црква Светих апостола Петра и Павла | Шабац                     | 1827 - 1834. | Постојала црква рођења Св. Јована и Претече Јована (Ивањдан) грађена 1734. Прва црква Св. апостола Петра и Павла постојала 1808. године.                                                     |
|                                  | Црква Свете Тројице                 | Шабац - Летњиковац        | 2014.        | Радови почели 2007. године, завршена 2014. године, када је обављена и прва Литургија. Освештана 9. октобра 2016. године од стране Патријарха српског Иринеја и Епископа шабачког Лаврентија. |
|                                  | Спомен црква Свете Петке            | Шабац                     | 2006.        | Подигнута у спомен пострадалих грађана Шапца, у близини места, од јесени 1944. до пролећа 1945. године.                                                                                      |
|                                  | Црква Светог Георгија               | Шабац - Доњошорско гробље | 1929.        | Ктитор Михаило Куртовић, шабачки трговац |

### Архијерејско намесништво лозничко
| Архијерејско намесништво лозничко |                                     |               |              | |
| Слика                             | назив цркве                         | место         | подигнута    | напомена |
|                                   | Црква Светих апостола Петра и Павла | Бања Ковиљача | 1969-1975.   | Цркву осветио Епископ шабачко-ваљевски Јован. Темељи цркве непознатог порекла пронађени 1866. године.                                                        |
|                                   | Црква Светог пророка Илије          | Доња Борина   | 1964 — 1966. | Црква од шепера постојала 1879. године. Градња друге цркве је отпочела 1914. настављена 1927. године. Садашња црква освећена од епископа жичког др Василија. |
|                                   | Црква Покрова Пресвете Богородице   | Лозница       | 1873.        | Постојала раније црква истог посвећена из 1839. године. Данашњу цркву осветио Епископ Мојсије.                                                               |
|                                   | Црква Сабора српских светитеља      | Мали Зворник  | 2002.        | Цркву осветио Епископ Лаврентије исте године када је и подигнута.                                                                                            |
|                                   | Црква Светих апостола Петра и Павла | Радаљ         | 1969.        | Црква освећена од Епископа шабачко-ваљевског Јована. Капела грађена 1860. године.                                                                            |
|                                   | Црква Светог Георгија               | Зајача        | 1995.        | Црква освећена од Епископа Лаврентија. |
|                                   | Црква брвнара Св. Архангела Михаила | Тршић         | 2003.        | Градња започета 1999. године, по пројекту Ранка Финдрика и осветио Епископ Лаврентије 14. септембра 2003. године.                                            |

### Архијерејско намесништво јадарско
| Архијерејско намесништво јадарско |                                     |                   |                | |
| Слика                             | назив цркве                         | место             | подигнута      | напомена |
|                                   | Црква Светог Георгија               | Горње Недељице    | у време Турака | Црква је обновљена 1935. године и освећена од Епископа шабачко-ваљевског др Симеона. |
|                                   | Црква Светог Јована Богослова       | Брезјак           | 1946.          | У цркви су сахрањене кости 234 српска ратника из околине, погинулих за време Првог светског рата. |
|                                   | Црква Свете Марије Магдалине        | Козјак            | 1987.          | Освећена од Епископа шабачко-ваљевског Јована и Епископа зворничко-тузланског Василија. Капела Св. кнеза Лазара и косовских мученика у црквеној порти освећена је 1994. године од Епископа шабачко-ваљевског Лаврентија. |
|                                   | Црква Светог пророка Илије          | Јадранска Лешница | 1873.          | Црква освећена од Епископа шабачко-ваљевског Михаила. |
|                                   | Црква Васкрсења Господњег           | Јошева            | 1998.          | Црква освећена од Епископа шабачко-ваљевског Лаврентија. |
|                                   | Црква Преображења Господњег         | Липница           | 1883.          | |
|                                   | Црква Свете Марине                  | Грнчара           | 2001.          | |
|                                   | Црква Свете Тројице                 | Брадић            | 1936.          | Црква обновљена 1955. године, проширена и продужена 1999. године. Цркву осветио Епископ милешевски Филарет. |
|                                   | Црква Светих апостола Петра и Павла | Лешница           | 1874.          | Ранија црква истог посвећена грађена 1837. године. |
|                                   | Црква Светог Георгија               | Драгинац          | 1939.          | Црква брвнара саграђена пре 1735. године, друга црква брвнара грађена 1818. године. Данашња црква освећена 1965. године.                                                                                                 |
|                                   | Црква Светог Јустина Философа       | Рибарице          | 2003.          | Цркву осветио 2004. године Епископ шабачки Лаврентије. |

### Архијерејско намесништво поцерско
| Архијерејско намесништво поцерско |                                      |                      |              | |
| Слика                             | назив цркве                          | место                | подигнута    | напомена |
|                                   | Црква Светог Марка                   | Варна                | 1903 — 1911. | Парохију сачињавају Варна и Велика Врањска. |
|                                   | Црква Светог пророка Илије           | Горња Врањска        | 2008.        | У изградњи |
|                                   | Црква Светог Симеона Столпника       | Милошевац            | 1936.        | Парохију сачињавају Милошевац, Двориште, Волујац, Грушић и Десић.                                                                                         |
|                                   | Црква Светих апостола Петра и Павла  | Добрић               | 1827.        | Прва црква постојала пре 1735. године. |
|                                   | Црква Вазнесења Господњег            | Дреновац             | 1864.        | Постојала пре 1735. године црква брвнара посвећена Св. архангелу Михаилу. Данашња црква освећена од Епископа шабачког Михаила.                            |
|                                   | Црква Преображења Господњег          | Криваја              | 1799.        | Црква Преображења Господњег помиње се 1500. године. |
|                                   | Црква Свете Тројице                  | Букор                | 2011.        | Раније постојала црква брвнара. |
|                                   | Црква Успења Пресвете Богородице     | Шеварице             | 1936.        | Црква освећена од Епископа шабачког Симеона. |
|                                   | Црква Успења Пресвете Богородице     | Орид                 | 1872 — 1876. | Црква брвнара грађена 1818. У селу Корман на локалитету „Жарковача” пре првог српског устанка постојала црква „Дашчара”.                                  |
|                                   | Црква Васкрсења Господњег            | Мишар                |              | На локалитету „Ћерамидине” постоје остаци базилике из 4. века. Постојала црква Преноса моштију Св. оца Николаја, могуће да је грађена после 1842. године. |
|                                   | Црква Светог Георгија                | Мачвански Причиновић | 1868.        | Црква освећена од Епископа шабачког Димитрија 1899. године.                                                                                               |
|                                   | Црква Рођења светог Јована Крститеља | Накучани             | 1879.        | Црква брвнара постојала пре 1735. године и друга црква брвнара грађена је 1818. године.                                                                   |
|                                   | Црква Светог Георгија                | Поцерски Метковић    | 1985 — 1987. | |
|                                   | Црква Вазнесења Господњег            | Узвеће               | 1978.        | Црква освећена од Епископа шабачко-ваљевског Јована и Епископа зворничко-тузланског Василија.                                                             |
|                                   | Црква Свете Марије Магдалене         | Богосавац            | 1990.        | Парохију сачињавају Добрић и Богосавац. |
|                                   | Црква Св. Јована Шангајског          | Цер, Липове воде     |              | |

### Архијерејско намесништво посаво-тамнавско
| Архијерејско намесништво посаво-тамнавско |                                     |               |               | |
| Слика                                     | назив цркве                         | место         | подигнута     | напомена |
|                                           | Црква Светог цара Лазара            | Белотић       | 1987.         | Парохију чине села Белотић, Пејиновић, Матијевац, Козарица и део Крнула. |
|                                           | Црква Васкрсења Христовог           | Брдарица      | 2000.         | Црква освећена 19. новембра 2000. године од Епископа шабачко-ваљевског Лаврентија. |
|                                           | Црква Свете Тројице                 | Брдарица      | 1791.         | Парохију чине Брдарица и део Драгиња. |
|                                           | Црква Светих апостола Петра и Павла | Владимирци    | 1941. и 2015. | Црква је освећена од епископа др Симеона 1952. године. Нова црква је освећена 2014. године од Епископа шабачког Лаврентија и Епископа Ваљевског Милутина.                                                                                      |
|                                           | Црква Св. цара Константина и Јелене | Дебрц         | 1939 — 1942.  | Црква освећена од епископа шабачко-ваљевског др Симеона 12. јула 1942. Између Дебрца и Новог Села на локалитету Црквина постојао је манастир задужбина краља Драгутина, а на локалитету Заветњача постојала црква „Покајница” краља Драгутина. |
|                                           | Црква Вазнесења Господњег           | Доње Црниљево | 1894.         | Постајала црква брвнара, саграђена 1838. године. Садашња црква освећена од Епископа шабачког Сергија 1910. године. Капела Вазнесења Господњег у Доњем Црниљеву подигнута је 1986. године и освећена од Епископа шабачко-ваљевског Јована.      |
|                                           | Црква Св. апостола Луке             | Јаловик       | 1935 — 1938.  | Стара црква брвнара саграђена 1727. године, данашња црква је освећена од Епископа шабачко-ваљевског др Симеона 1958. године. |
|                                           | Црква Св. цара Константина и Јелене | Коцељева      | 1870.         | Црква освећена од Епископа шабачког Сергија 1910. године. |
|                                           | Црква Успења Пресвете Богородице    | Крнић         | 1936.         | Црква освећена од Митрополита новограчаничког Лонгина 18. маја 1997. године. |
|                                           | Црква Свете Тројице                 | Лојанице      | 1974.         | Црква освећена од Епископа Лаврентија 13. октобра 2003. године. |
|                                           | Црква Светог пророка Илије          | Меховине      | 1873.         | Црква брвнара Светог Николе постојала 1735. године. Друга црква брвнара грађена 1818. Данашња црква освећена од Епископа Мојсеја 20. јула 1973.                                                                                                |
|                                           | Црква Рождества Пресвете Богородице | Прово         | 1986 — 1991.  | |
|                                           | Црква Иконе Богородице Казањске     | Прово         |               | |
|                                           | Црква Светог Архиђакона Стефана     | Свилеува      | 1828.         | У селу раније постојала црква пре првог српског устанка. |
|                                           | Црква Светог Георгија               | Каменица      | 1944.         | Црква Светог апостола Матије постојала 1548. године. Данашња црква освећена од Епископа шабачко-ваљевског др Симеона 1946. године. |

### Архијерејско намесништво рађевско
| Архијерејско намесништво рађевско |                                            |                       |              | |
| Слика                             | назив цркве                                | место                 | подигнута    | напомена |
|                                   | Црква Светог Георгија                      | Бела Црква            | 1889.        | Прва црква грађена пре 1735. године. |
|                                   | Црква Св. цара Константина и царице Јелене | Врбић                 | 1912.        | Подигнута на месту старије капеле брвнаре. Освећење је извршио епископ шабачки Сергије.                                                                 |
|                                   | Црква Успења Пресвете Богородице           | Крупањ, Добри Поток   | 1528/1796.   | Црква-брвнара Успења Пресвете Богородице подигнута је 1528. године. Обновљена 1796. године. Капела Св. великомученика Прокопија саграђена 1995. године. |
|                                   | Црква Свете Петке Римљанке                 | Красава               |              | |
|                                   | Црква Свете Тројице                        | Доња Бадања           | 1935 — 1937. | Црква освећена од Епископа шабачко-ваљевског Симеона.                                                                                                   |
|                                   | Црква Усековања главе св. Јована Крститеља | Дворска               | 1935.        | Црква освећена од епископа шабачко-ваљевског Симеона.                                                                                                   |
|                                   | Црква Светог архангела Гаврила             | Ступница              | 1999.        | Осветио је Епископ Лаврентије 21. августа 2001. године.                                                                                                 |
|                                   | Црква Вазнесења Господњег                  | Крупањ                | 1839 — 1842. | |
|                                   | Спомен-црква Вазнесења Господњег           | Крупањ                | 1926 — 1932. | У цркви постоји крипта са костима ратника из Првог светског рата. Нови црква освећена од патријарха Варнаве.                                            |
|                                   | Храм Вазнесења Господњег                   | Цветуља               | 1898.        | Црква Вазнесења Господњег у Цветуљи подигнута је 1765. Обновљена 1898. године.                                                                          |
|                                   | Црква Св. апостола Петра и Павла           | Комирић               | 1991.        | Црква освећена од Епископа шабачко-ваљевског Лаврентија.                                                                                                |
|                                   | Црква Светог Георгија                      | Мојковић              | 1936.        | Црква освећена од Епископа шабачко-ваљевског Симеона.                                                                                                   |
|                                   | Црква Светог пророка Илије                 | Равнаја               | 1937.        | |
|                                   | Црква Светог пророка Илије                 | Текериш               | 1839.        | |
|                                   | Црква Свете Тројице                        | Трбосиље              |              | |
|                                   | Црква Св. архангела Гаврила                | Шљивова               | 2004.        | Црква освећена од Епископа шабачког Лаврентија |
|                                   | Црква свих Светих у Костајнику             | Костајник             |              | |
|                                   | Спомен-црква Св. Стефана Високог           | Мачков камен, Јагодња | 2018.        | |

### Архијерејско намесништво мачванско
| Архијерејско намесништво мачванско |                                                                  |                     |              | |
| Слика                              | назив цркве                                                      | место               | подигнута    | напомена |
|                                    | Црква Свете Тројице                                              | Бадовинци           | 1898.        | Раније постојала црква, грађена 1831. године. |
|                                    | Црква Рођења Пресвете Богородице                                 | Богатић             | 1856.        | Црква Светог апостола Томе постојала 1793. године. |
|                                    | Црква Светог пророка Илије                                       | Баново Поље         | 1931.        | Цркву осветио епископ Михаило Урошевић. |
|                                    | Црква свих Светих                                                | Раденковић          |              | |
|                                    | Црква Св. апостола Петра и Павла                                 | Глоговац            | 1927.        | Раније постојала црква Вазнесења Господњег грађена 1819. године. |
|                                    | Црква Вазнесења Господњег                                        | Салаш Црнобарски    |              | У селу је око 1718. године постојао манастир Гробљан. |
|                                    | Спомен-црква Вазнесења Господњег                                 | Дубље               | 1936.        | У цркви постоји крипта у којој су сахрањене кости ратника из Првог светског рата. |
|                                    | Црква Успенија Пресвете Богородице                               | Клење               | 1935.        | Постојала црква Св. врачева Козме и Дамјана на локалитету “Друм” пред пад Деспотовине.                                                                                                |
|                                    | Црква Преноса моштију Светог оца Николаја у Мачванској Митровици | Мачванска Митровица | 1936 — 1939. | Црква св. Иринеја постојала у 2. веку, четири пута рушена и обнављана. Данашња црква саграђена од 1936 до 1939. године. Цркву 22. маја 1939. године осветио Епископ Симеон Станковић. |
|                                    | Црква Св. апостола Петра и Павла                                 | Ноћај               | 1997.        | Раније у селу постојала црква Свете Тројице саграђена 1808. године, порушена 1811. године.                                                                                            |
|                                    | Црква Светог Георгија                                            | Салаш Ноћајски      | 1939.        | Ранија црква истог посвећена грађена 1809. године. |
|                                    | Црква Црква Свете Тројице                                        | Засавица            | 1896.        | У селу је 1806. године постојала црква Светог Георгија. |
|                                    | Црква Вазнесења Господњег                                        | Црна Бара           | 1925.        | Раније постојале црква Светог Георгија, 1735. године и црква Вазнесења Господњег саграђена 1819. године.                                                                              |
|                                    | Црква Св. цара Константина и царице Јелене                       | Равње               | 2020.        | |

### Архијерејско намесништво мачванско-поцерско
| Архијерејско намесништво мачванско-поцерско |                                        |           |              | |
| Слика                                       | назив цркве                            | место     | подигнута    | напомена |
|                                             | Црква Св. апостола Петра и Павла       | Глушци    | 1936.        | Раније у селу постојала црква св. Георгија, подигнута 1811. године.                                                                                   |
|                                             | Црква Успенија Пресвете Богородице     | Липолист  | 1872.        | |
|                                             | Црква преноса моштију св. оца Николаја | Штитар    | 1990.        | Раније постојала капела истог посвећена, грађена 1935. године                                                                                         |
|                                             | Црква Св. Стефана Дечанског            | Белотић   |              | На локалитету „Двор” прота Никола Смиљанић саградио цркву Преноса моштију св. оца Николаја 1813. године која је порушена исте године.                 |
|                                             | Црква Св. великомученика Прокопија     | Слепчевић | 1984.        | Парохију сачињавају Слепчевић, део Липолиста и део Штитара.                                                                                           |
|                                             | Црква Св. апостола Петра и Павла       | Рибари    | 1991 — 1993. | Црква освећена од Епископа шабачко-ваљевског Лаврентија, 1993. године.                                                                                |
|                                             | Црква Светог пророка Илије             | Прњавор   | 1909.        | Црква брвнара Св. Михаила и Гаврила постојала пре 1735. Црква од ћерпича грађена 1735. Данашња црква освећена од Епископа шабачког Сергија.           |
|                                             | Црква Св. Јована Богослова             | Прњавор   |              | |
|                                             | Црква Вазнесења Господњег              | Змињак    | 1890 — 1896. | Прву цркву запалили Турци, друга црква грађена 1837. године. Садашња црква освећена од Епископа шабачког Димитрија 1899. године.                      |
|                                             | Црква Свете Марине                     | Метковић  | 2003.        | Црква св. Николаја постојала 1735. године. Капела саграђена 1986. године.                                                                             |
|                                             | Црква Свете Марине                     | Ново Село | 1997.        | Освећена од Епископа шабачко-ваљевског Лаврентија. На гробљу се налазио манастир Ивања, помиње се 1548. године, „запустјели” за време Кочине Крајине. |

### Архијерејско намесништво азбуковачко
| Архијерејско намесништво азбуковачко |                                               |                  |              | |
| Слика                                | назив цркве                                   | место            | подигнута    | напомена |
|                                      | Црква Светог пророка Илије                    | Бачевци          | 1934.        | По предању постојао је манастир који је порушен за време Турака, на чијем је месту подигнута данашња црква. Саграђена 1934. године и освећена 14. новембра 1935. године од Епископа шабачког Симеона Станковића |
|                                      | Црква Светог Николаја                         | Цапарић          | 1932.        | Раније постојала црква Светог оца Николаја, која се помиње 1726. године. |
|                                      | Црква Свете Марије Магдалине                  | Доња Љубовиђа    | 2012 — 2013. | Темељи цркве освештани су 27. маја 2012. године, од епископа шабачког Лаврентија |
|                                      | Црква Светог пророка Јеремије                 | Врхпоље          | 1995 — 1999. | Цркву освештао епископ Лаврентије Трифуновић 24. јула 2010. године. |
|                                      | Црква Светог Николаја                         | Горња Трешњица   | 1932.        | Ранија црква Светог оца Николаја помиње се 1824. године |
|                                      | Црква Вазнесења Господњег                     | Грачаница        | 1903.        | Данашња црква подигнута на „црквинама”, где су нађени остаци старохришћанске цркве, порушене од стране Авара.                                                                                                   |
|                                      | Црква Свете Марине                            | Рујевац          | 1992 — 1995. | Подигнута као парохијска црква, данас манастир |
|                                      | Црква Свете Тројице                           | Доња Трешњица    | пре 1844.    | Црква је обновљена 1852. године и 1982. године. |
|                                      | Црква Свете Тројице                           | Вољевци          | 1940 — 1989. | |
|                                      | Црква Светог цара Лазара                      | Велика Река      | 1939 — 1972. | Цркву је 9. јуна 1974. године осветио Епископ Јован Велимировић. |
|                                      | Црква Васкрсења Господњег                     | Цулине           | 2010.        | Цркву осветио Епископ Лаврентије Трифуновић 18. јула 2010. године. |
|                                      | Црква Преображења Господњег                   | Љубовија         | 1932 — 1939. | Црква је освећена 21. септембра 1940. године. Капела - палионица свећа светих Петочисленика, грађена 1986. године.                                                                                              |
|                                      | Црква-брвнара Сабора дванаест светих апостола | Доња Оровица     | 1839.        | |
|                                      | Црква Вазнесења Господњег                     | Горња Љубовиђа   | 1840.        | Црква обновљена 1983. године и 17. јула исте године осветио епископ Јован Велимировић. |
|                                      | Црква Светог цара Лазара                      | Савковић         | 1943.        | Црква освећена 11. јуна 1946. године јерејским освећењем. |
|                                      | Црква Светог Георгија                         | Оровичка Планина | 2001.        | |
|                                      | Црква Успенија Пресвете Богородице            | Узовница         | 1936.        | |
|                                      | Црква Светог Димитрија                        | Црнча            | 1972.        | У селу пре доласка Турака, постојао манастир Светог Димитрија. |
|                                      | Црква брвнара                                 | Селанац          | 13. век      | |